# Fulacunda
Fulacunda ist eine Stadt in Guinea-Bissau mit 1526 Einwohnern (Stand 2009). Sie ist Sitz des gleichnamigen Sektors mit einer Fläche von 917 km² und 11.275 Einwohnern (Stand 2009), vornehmlich Biafada mit bedeutenden Minderheiten von Mandinka und einigen Balanta, Fulbe u. a.
Fulacunda bietet keine besonderen Sehenswürdigkeiten, zu nennen sind hier lediglich die Flusslandschaften entlang der umliegenden, teils salzigen Flüsse, auf denen Fischerboote und kleine Motorboote auf Wunsch auch Besucher befördern.

## Städtepartnerschaft
- Portugal: Santarém (seit 1989)[4]